# Crocidurinae
Crocidurinae är en underfamilj till näbbmöss.
I motsats till medlemmar i underfamiljen Soricinae har dessa näbbmöss en vit tandemalj. Utbredningsområdet sträcker sig över delar av Afrika, södra Europa och Asien. Till underfamiljen räknas den största arten av alla näbbmöss, Suncus murinus, som når en längd av cirka 15 centimeter. Även flimmernäbbmusen som är den minsta näbbmusen och ett av de minsta däggdjuren tillhör denna underfamilj. Crocidura är däggdjurssläktet med det största antalet arter.

## Släkten
Underfamiljen utgörs av följande släkten:
- Crocidura, ungefär 170 arter
- Suncus, cirka 15 arter
- Solisorex, en art
- Feroculus, en art
- Diplomesodon, en art
- Paracrocidura, tre arter
- Ruwenzorisorex, en art
- Scutisorex, en art
- Sylvisorex, cirka 10 arter